# 川崎市立看護大学・川崎市立看護短期大学
川崎市立看護大学（かわさきしりつかんごだいがく、英語: Kawasaki City College of Nursing）は、神奈川県川崎市幸区小倉4丁目30番1号に本部を置く日本の公立大学である。2022年に設置された。略称は、川市看大。
川崎市立看護短期大学（かわさきしりつかんごたんきだいがく、英語: Kawasaki City College of Nursing）は、神奈川県川崎市幸区小倉4丁目30番1号に本部を置いていた日本の公立大学である。1995年に設置された。略称は、市看短。
川崎市立看護短期大学の設置者である川崎市は、4年制大学に移行するために2022年4月に川崎市立看護大学を開学（新設）した。看護大学の設置に伴い、従前の看護短期大学は2022年度入学以降の学生募集を停止しており、在校生の卒業を以て2024年3月末に閉学となった。
2025年（令和7年）には、大学院看護学研究科を開設した。

## 概略
川崎市立看護短期大学は、1964年に設立された川崎市立高等看護学院（1992年改称後：川崎市立看護専門学校）を前身とし、1995年 4月に開学した。
川崎市は、川崎市立看護短期大学の4年制大学化を推し進める上で、従前の看護短期大学を4年制大学に改組・転換する形でなく、2022年4月に新設の川崎市立看護大学を開学して併設した。新設の看護大学の敷地・建物は、看護短期大学のものと同一である。

## 教育および研究

### 学部・学科
- 看護学部
  - 看護学科（入学定員：100人）
    - 保健師コース : 看護学科の中での選抜制（30人）[7]。看護師国家試験受験資格のほか保健師国家試験受験資格が認められる。

### 研究科
- 看護学研究科（令和7年4月開設）[8]
  - 看護学専攻（修士課程）（入学定員：18）
  - 看護学専攻（博士課程）（入学定員：5）

## 沿革

### 川崎市立看護短期大学
- 1964年 - 川崎市立高等看護学院（共学）開学[9]
- 1992年 - 川崎市立看護専門学校と改称。
- 1995年 - 川崎市立看護短期大学開学。看護学科を置く（学生数：男1、女79[10]）
- 2021年 - 2022年4月入学の学生募集を停止[11]。
- 2024年10月31日 - 文部科学省より廃止認可[12]。

### 川崎市立看護大学
＜主な出典：＞
- 2019年03月 - 「（仮称）川崎市立看護大学整備基本計画」を策定。
- 2020年10月 - 大学設置認可を文部科学省へ申請[14]。
- 2021年08月 - 文部科学大臣により設置認可される[注釈 1]。
- 2022年04月 - 川崎市立看護大学が開学。

## 基礎データ

### 学生数
- 川崎市立看護短期大学
  - 221人（1年73人・2年72人・3年76人、2021年5月1日現在）[15]

- 川崎市立看護大学
  - 101人（2022年5月1日現在）[16]

### 所在地
- 神奈川県川崎市幸区小倉4丁目30番1号

### 交通アクセス
- JR川崎駅西口から臨港バス「川53 元住吉」行き・「川57 末吉橋矢向循環外回り」または「川51 新綱島駅（末吉橋経由）」行きで、末吉橋バス停下車徒歩3分。

## 従前の看護短期大学の概観

### 大学全体
川崎市立看護短期大学は、神奈川県川崎市幸区内にある日本の公立短期大学で、設置主体は川崎市。他の市立学校と異なり教育委員会ではなく、健康福祉局の管轄である。このため、市立学校の一覧には掲載されていない。看護系のみの単科短大で男女共学である。川崎市指定の震災時避難所に指定されている。併設されているグラウンドで野球などが行われることもある。

### 建学の精神（校訓・理念・学是）
- 川崎市立看護短期大学の教育理念
  - 生命の尊厳と人間理解を基盤に、豊かな人間性を培い、思いやりの心と専門的知識に基づいた的確な判断力をもち、健康支援のための看護実践能力を有する人材を育成すること[17][2]。

### 教育および研究
- 川崎市立看護短期大学は看護師の養成に力をいれており、即戦力を養うという重要性から、1年次から講義と実習とを組み合わせて学習することになっている。川崎市立井田病院・川崎病院・多摩病院で臨床実習が行なわれている。

### 学風および特色
- 川崎市立看護短期大学は、1995年に設置された日本で最も新しい公立短大となっている。他大学等の科目認定制度もある。2007年度まで独自の入試問題を出題していたが、2008年度より大学入試センター試験を導入した。
- 通常の大学同様にアルバイトなど比較的自由[要出典]
- 授業はほぼ必修[要出典]
- 留年や休学、退学などは1割ほど（学籍番号に年号が入っているので留年組であることは隠せない）[要出典]
- 看護倫理に厳しく問題視されると直接呼ばれて個人面談が行われる[要出典]

### 男女比
- 女子学生80人に対して、男子は数名

### 教育および研究

#### 組織
- 看護学科（3年制）

#### 取得資格について
- 卒業時には看護師国家試験受験資格が与えられる。

##### 国家試験合格率
- 1997年度 80.3
- 1998年度 98.6
- 1999年度 97.5
- 2000年度 96.0
- 2001年度 90.4
- 2002年度 93.8
- 2003年度 98.8
- 2004年度 94.4
- 2005年度 93.2
- 2006年度 96.0

- 2022年3月 96.8 [18]

### 学生生活

#### 部活動・クラブ活動・サークル活動
- 川崎市立看護短期大学のクラブ活動
  - 体育系：バスケットボール・ワンダーフォーゲル・バレーボール・スマッシュ・ソフトボール・サッカー・ダンスほか
  - 文化系：写真・映画・音楽・広報ほか。

#### 学園祭
- 川崎市立看護短期大学の学園祭は「青朋祭」と呼ばれ毎年、概ね10月中旬に行なわれている。

## 施設

### キャンパス
- 図書館
- 講堂
- 生活療法実習室ほか各種実習室あり
- 体育館
- グラウンド

## 卒業後の進路について

### 就職について
- 看護学科：看護職に就く人が多く、看護短期大学時代の実績として川崎市立井田病院・川崎市立川崎病院・聖マリアンナ医科大学病院などがある。

### 編入学・進学実績
- 看護短期大学時代の実績では北海道教育大学・帝京平成短期大学専攻科などがある。